# Bologna Football Club 1909 2002-2003
Questa voce raccoglie le informazioni riguardanti il Bologna Football Club 1909 nelle competizioni ufficiali della stagione 2002-2003.

## Stagione
Nella stagione 2002-2003 il Bologna disputa il massimo campionato allenato da Francesco Guidolin, dopo un discreto girone di andata, chiuso in sesta posizione con 27 punti, nella seconda parte del torneo cala vistosamente, tra le contestazioni dei propri tifosi. Pur raccogliendo la miseria di 14 punti nel girone discendente, riesce a stare al di sopra della zona pericolosa, chiudendo il campionato in undicesima posizione con 41 punti. Con 12 reti il miglior realizzatore della squadra felsinea è stato  Giuseppe Signori, in doppia cifra anche l'argentino Julio Ricardo Cruz che si è ripetuto, come la stagione scorsa, con 10 centri. Nella Coppa Italia il Bologna entra in scena negli ottavi di finale, con un'apparizione flash, subito fuori nel doppio confronto con il Vicenza.

## Divise e sponsor
Il fornitore di materiale tecnico per la stagione 2002-2003 fu Macron, mentre lo sponsor ufficiale fu Area Banca.
| Casa | Trasferta | Terza divisa | 1ª portiere | 2ª portiere |

## Organigramma societario
Area direttiva
- Presidente: Renato Cipollini
- Vicepresidenti: Tommaso Gazzoni Frascara e Maurizio Pasi
- Amministratore delegato: Cesare Giacobazzi
- Addetto prima squadra: Giovanni Rava
- Addetto stampa: Patrizio Caniato
- Segreteria sportiva: Gabriele Tacconi
- Segreteria: Luisa Casini e Maura Finelli
- Amministrazione: Eleonora Biagini, Annalisa D'Amato, Daniela Fortini, Antonella Nicolini e Francesca Stagni
- Responsabile marketing: Giovanna Gherla

Area tecnica
- Allenatore: Francesco Guidolin
- Allenatore in 2ª: Maurizio Trombetta
- Preparatore dei portieri: Lorenzo Di Iorio
- Allenatore Primavera: Claudio Testoni
- Preparatori atletici: Adelio Diamante e Francesco Perondi

Area sanitaria
- Responsabile sanitario: Gianni Nanni
- Medico sociale: Giovanbattista Sisca
- Massaggiatori: Giovanni Bianchi e Luca Ghelli

## Rosa
| N. |                      | Ruolo | Calciatore                  |
| -- | -------------------- | ----- | --------------------------- |
| 1  | Italia (bandiera)    | P     | Gianluca Pagliuca           |
| 2  | Italia (bandiera)    | D     | Cristian Zaccardo           |
| 3  | Italia (bandiera)    | D     | Paolo Vanoli                |
| 4  | Italia (bandiera)    | C     | Renato Olive                |
| 5  | Italia (bandiera)    | D     | Marcello Castellini         |
| 6  | Italia (bandiera)    | D     | Alessandro Gamberini        |
| 6  | Italia (bandiera)    | D     | Marco Zanchi                |
| 7  | Italia (bandiera)    | C     | Carlo Nervo                 |
| 8  | Italia (bandiera)    | C     | Leonardo Colucci            |
| 9  | Argentina (bandiera) | A     | Julio Cruz                  |
| 10 | Italia (bandiera)    | A     | Giuseppe Signori (capitano) |
| 11 | Italia (bandiera)    | A     | Claudio Bellucci            |
| 12 | Italia (bandiera)    | P     | Ferdinando Coppola          |
| 13 | Italia (bandiera)    | D     | Fabio Macellari             |
| 14 | Italia (bandiera)    | C     | Andrea Ardito               |

| N. |                                | Ruolo | Calciatore        |
| -- | ------------------------------ | ----- | ----------------- |
| 15 | Serbia e Montenegro (bandiera) | D     | Vlado Šmit        |
| 16 | Italia (bandiera)              | C     | Emiliano Salvetti |
| 17 | Italia (bandiera)              | D     | Claudio Terzi     |
| 18 | Italia (bandiera)              | A     | Giacomo Cipriani  |
| 19 | Italia (bandiera)              | D     | Giulio Falcone    |
| 20 | Italia (bandiera)              | C     | Tomas Locatelli   |
| 21 | Italia (bandiera)              | D     | Emanuele Brioschi |
| 22 | Italia (bandiera)              | P     | Andrea Pansera    |
| 23 | Italia (bandiera)              | C     | Roberto Goretti   |
| 23 | Costa d'Avorio (bandiera)      | D     | Steve Gohouri     |
| 24 | Italia (bandiera)              | C     | Christian Amoroso |
| 30 | Italia (bandiera)              | C     | Alessandro Frara  |
| 31 | Francia (bandiera)             | C     | Mourad Meghni     |
| 32 | Italia (bandiera)              | A     | Luigi Della Rocca |
| 33 | Italia (bandiera)              | D     | Michele Paramatti |

## Calciomercato

### Sessione estiva
| Acquisti | Acquisti          | Acquisti    | Acquisti                         |
| R.       | Nome              | da          | Modalità                         |
| -------- | ----------------- | ----------- | -------------------------------- |
| P        | Andrea Pansera    | AlbinoLeffe | definitivo                       |
| D        | Fabio Macellari   | Inter       | riscatto compartecipazione       |
| D        | Michele Paramatti | Juventus    | definitivo (0 €)                 |
| D        | Marco Zanchi      | Juventus    | definitivo                       |
| C        | Christian Amoroso |             | svincolato                       |
| C        | Andrea Ardito     | Como        | definitivo                       |
| C        | Leonardo Colucci  | Verona      | definitivo                       |
| C        | Alessandro Frara  | Juventus    | prestito                         |
| C        | Emiliano Salvetti | Juventus    | prestito con diritto di riscatto |

| Cessioni | Cessioni             | Cessioni | Cessioni                         |
| R.       | Nome                 | a        | Modalità                         |
| -------- | -------------------- | -------- | -------------------------------- |
| D        | Salvatore Fresi      | Juventus | definitivo                       |
| D        | Alessandro Gamberini | Verona   | prestito                         |
| D        | Massimo Tarantino    | Como     | definitivo                       |
| D        | Pierre Womé          | Fulham   | prestito con diritto di riscatto |
| C        | Andrea Ardito        | Siena    | prestito con diritto di riscatto |
| C        | Matteo Brighi        | Juventus | fine prestito                    |
| C        | Fabio Firmani        | Chievo   | fine prestito                    |
| C        | Fabio Pecchia        | Como     | prestito                         |
| C        | Lamberto Zauli       | Palermo  | definitivo                       |
| A        | Björn Runström       | Chievo   | definitivo (0,5 milioni €)       |

### Sessione invernale
| Acquisti | Acquisti      | Acquisti | Acquisti                         |
| R.       | Nome          | da       | Modalità                         |
| -------- | ------------- | -------- | -------------------------------- |
| D        | Steve Gohouri | Yverdon  | prestito con diritto di riscatto |

| Cessioni | Cessioni          | Cessioni | Cessioni   |
| R.       | Nome              | a        | Modalità   |
| -------- | ----------------- | -------- | ---------- |
| D        | Emanuele Brioschi | Cosenza  | definitivo |
| C        | Roberto Goretti   | Reggiana | definitivo |

### Operazioni esterne alle sessioni
| Acquisti | Acquisti     | Acquisti | Acquisti   |
| R.       | Nome         | da       | Modalità   |
| -------- | ------------ | -------- | ---------- |
| D        | Paolo Vanoli |          | svincolato |

| Cessioni | Cessioni        | Cessioni | Cessioni                |
| R.       | Nome            | a        | Modalità                |
| -------- | --------------- | -------- | ----------------------- |
| D        | Fabio Macellari |          | risoluzione consensuale |

## Risultati

### Serie A

#### Girone di andata
| Arbitro: | Saccani (Mantova) |

|                              |           |                   |
| Conticchio 4’ Castellini 88’ | Marcatori | 34’ (rig.) Vanoli |

| Arbitro: | Rosetti (Torino) |

|                 |           |                      |
| Cruz 59’, 90+1’ | Marcatori | 44’ (rig.) Batistuta |

| Arbitro: | Trentalange (Torino) |

|                      |           |                                      |
| Doni 18’, 51’ (rig.) | Marcatori | 13’ Locatelli 77’ (rig.) C. Bellucci |

| Arbitro: | De Santis (Tivoli) |

|                 |           |  |
| Della Rocca 65’ | Marcatori |  |

| Empoli 6 ottobre 2002 5ª giornata | Empoli                   | 0 – 0 referto | Bologna | Stadio Carlo Castellani (6 559 spett.)\| Arbitro: \| Morganti (Ascoli Piceno) \| |
| Arbitro:                          | Morganti (Ascoli Piceno) |               |         |                                                                                  |

| Arbitro: | Trentalange (Torino) |

|                                    |           |  |
| Locatelli 19’ Cruz 76’ (rig.), 90’ | Marcatori |  |

| Arbitro: | Treossi (Forlì) |

|                              |           |  |
| Materazzi 67’ C. Vieri 90+2’ | Marcatori |  |

| Udine 2 novembre 2002 8ª giornata | Udinese          | 0 – 0 referto | Bologna | Stadio Friuli (15 850 spett.)\| Arbitro: \| Rodomonti (Roma) \| |
| Arbitro:                          | Rodomonti (Roma) |               |         |                                                                 |

| Arbitro: | Trentalange (Torino) |

|                    |           |  |
| Signori 74’ (rig.) | Marcatori |  |

| Arbitro: | Castellani (Verona) |

|                      |           |                |
| Cruz 30’ Signori 37’ | Marcatori | 45’ Caracciolo |

| Arbitro: | Farina (Novi Ligure) |

|             |           |                    |
| Iuliano 86’ | Marcatori | 66’ (rig.) Signori |

| Arbitro: | Rosetti (Torino) |

|                                    |           |  |
| Locatelli 56’ Cruz 80’ Amoroso 81’ | Marcatori |  |

| Verona 8 dicembre 2002 13ª giornata | Chievo           | 0 – 0 referto | Bologna | Stadio Marcantonio Bentegodi (13 680 spett.)\| Arbitro: \| Paparesta (Bari) \| |
| Arbitro:                            | Paparesta (Bari) |               |         |                                                                                |

| Arbitro: | Trentalange (Torino) |

|               |           |             |
| Cruz 42’, 44’ | Marcatori | 28’ Adriano |

| Arbitro: | Rosetti (Torino) |

|                |           |              |
| C. López 45+2’ | Marcatori | 66’ Zaccardo |

| Arbitro: | Trentalange (Torino) |

|  |           |                             |
|  | Marcatori | 51’ Shevchenko 78’ Serginho |

| Arbitro: | Rosetti (Torino) |

|             |           |  |
| Savoldi 15’ | Marcatori |  |

#### Girone di ritorno
| Arbitro: | Collina (Viareggio) |

|                                    |           |                          |
| Signori 39’ (rig.) Della Rocca 79’ | Marcatori | 8’ Vergassola 65’ Franco |

| Arbitro: | Tombolini (Ancona) |

|                                         |           |             |
| Montella 35’ Delvecchio 52’ Cassano 72’ | Marcatori | 42’ Signori |

| Arbitro: | Paparesta (Bari) |

|                                |           |                                   |
| Signori 69’ (rig.), 72’ (rig.) | Marcatori | 28’, 49’ Pinardi 90+4’ F. Rossini |

| Arbitro: | Farina (Novi Ligure) |

|                                             |           |                 |
| Hübner 19’ (rig.) Maresca 40’ De Cesare 62’ | Marcatori | 84’ C. Bellucci |

| Arbitro: | Messina (Bergamo) |

|                            |           |  |
| C. Bellucci 14’ Vanoli 68’ | Marcatori |  |

| Brescia 1º marzo 2003 23ª giornata | Brescia            | 0 – 0 referto | Bologna | Stadio Mario Rigamonti (14 007 spett.)\| Arbitro: \| Ayroldi (Molfetta) \| |
| Arbitro:                           | Ayroldi (Molfetta) |               |         |                                                                            |

| Arbitro: | Pellegrino (Barcellona Pozzo di Gotto) |

|          |           |                |
| Cruz 23’ | Marcatori | 9’, 85’ Recoba |

| Arbitro: | Rodomonti (Roma) |

|            |           |  |
| Signori 9’ | Marcatori |  |

| Arbitro: | Preschern (Mestre) |

|                                                      |           |            |
| Caccia 18’ N. Amoruso 50’, 90’ Pecchia 57’ Musić 86’ | Marcatori | 53’ Meghni |

| Arbitro: | Cassarà (Palermo) |

|            |           |             |
| Vryzas 33’ | Marcatori | 68’ Signori |

| Arbitro: | Paparesta (Bari) |

|                        |           |                                |
| Cruz 15’ Locatelli 74’ | Marcatori | 87’ Zambrotta 90+5’ Camoranesi |

| Arbitro: | Collina (Viareggio) |

|                            |           |                  |
| Kamara 13’ Sculli 73’, 86’ | Marcatori | 20’, 46’ Signori |

| Arbitro: | Rosetti (Torino) |

|            |           |                   |
| Signori 2’ | Marcatori | 90+4’ Della Morte |

| Arbitro: | Pellegrino (Barcellona Pozzo di Gotto) |

|          |           |                             |
| Mutu 65’ | Marcatori | 60’ Paramatti 67’ Locatelli |

| Arbitro: | Paparesta (Bari) |

|  |           |                                   |
|  | Marcatori | 45’ (rig.) S. Inzaghi 59’ Favalli |

| Arbitro: | Trefoloni (Siena) |

|                                             |           |            |
| Pirlo 23’ (rig.) Seedorf 51’ F. Inzaghi 66’ | Marcatori | 68’ Meghni |

| Arbitro: | Racalbuto (Gallarate) |

|  |           |                              |
|  | Marcatori | 13’ Bonazzoli 68’ Di Michele |

### Coppa Italia

#### Fase a eliminazione diretta
| Arbitro: | Cassarà (Palermo) |

|             |           |                 |
| Schwoch 69’ | Marcatori | 57’ C. Bellucci |

| Arbitro: | Palanca (Roma) |

|  |           |                                |
|  | Marcatori | 88’ Sgrigna 90’ (rig.) Schwoch |

### Coppa Intertoto UEFA
| Arbitro: | Briakos |

|                          |           |  |
| Cruz 28’ C. Bellucci 79’ | Marcatori |  |

| Barysaŭ 27 luglio 2002 Terzo turno – Ritorno | BATĖ Borisov     | 0 – 0 | Bologna | Stadio Haradzki (5 200 spett.)\| Arbitro: \| Medina Cantalejo \| |
| Arbitro:                                     | Medina Cantalejo |       |         |                                                                  |

| Arbitro: | Koren |

|                                                         |           |             |
| Nervo 2’ Signori 32’, 35’ (rig.) Zaccardo 68’ Olive 77’ | Marcatori | 65’ Zelenka |

| Arbitro: | Øvrebø |

|           |           |                               |
| Grlic 89’ | Marcatori | 14’ Nervo 19’, 38’ L. Colucci |

| Arbitro: | Iturralde González |

|                                |           |                           |
| Signori 53’ (rig.), 76’ (rig.) | Marcatori | 64’ Inamoto 88’ Legwinski |

| Arbitro: | Busacca |

|                       |           |               |
| Inamoto 12’, 46’, 50’ | Marcatori | 33’ Locatelli |

## Statistiche

### Statistiche di squadra
| Competizione    | Punti | In casa | In casa | In casa | In casa | In casa | In casa | In trasferta | In trasferta | In trasferta | In trasferta | In trasferta | In trasferta | Totale | Totale | Totale | Totale | Totale | Totale | DR |
| Competizione    | Punti | G       | V       | N       | P       | Gf      | Gs      | G            | V            | N            | P            | Gf           | Gs           | G      | V      | N      | P      | Gf     | Gs     | DR |
| --------------- | ----- | ------- | ------- | ------- | ------- | ------- | ------- | ------------ | ------------ | ------------ | ------------ | ------------ | ------------ | ------ | ------ | ------ | ------ | ------ | ------ | -- |
| Serie A         | 41    | 17      | 9       | 3       | 5       | 25      | 19      | 17           | 1            | 8            | 8            | 14           | 28           | 34     | 10     | 11     | 13     | 39     | 47     | -8 |
| Coppa Italia    | -     | 1       | 0       | 0       | 1       | 0       | 2       | 1            | 0            | 1            | 0            | 1            | 1            | 2      | 0      | 1      | 1      | 1      | 3      | -2 |
| Coppa Intertoto | -     | 3       | 2       | 1       | 0       | 9       | 3       | 3            | 1            | 1            | 1            | 4            | 4            | 6      | 3      | 2      | 1      | 13     | 7      | +6 |
| Totale          | -     | 21      | 11      | 4       | 6       | 34      | 24      | 21           | 2            | 10           | 9            | 19           | 33           | 42     | 13     | 14     | 15     | 53     | 57     | -4 |

### Statistiche dei giocatori
Sono in corsivo i calciatori che hanno lasciato la società a stagione in corso.
| Giocatore      | Serie A  | Serie A | Serie A     | Serie A    | Coppa Italia | Coppa Italia | Coppa Italia | Coppa Italia | Coppa Intertoto | Coppa Intertoto | Coppa Intertoto | Coppa Intertoto | Totale   | Totale | Totale      | Totale     |
| Giocatore      | Presenze | Reti    | Ammonizioni | Espulsioni | Presenze     | Reti         | Ammonizioni  | Espulsioni   | Presenze        | Reti            | Ammonizioni     | Espulsioni      | Presenze | Reti   | Ammonizioni | Espulsioni |
| -------------- | -------- | ------- | ----------- | ---------- | ------------ | ------------ | ------------ | ------------ | --------------- | --------------- | --------------- | --------------- | -------- | ------ | ----------- | ---------- |
| C. Amoroso     | 30       | 1       | 2           | 0          | 2            | 0            | 1            | 0            | -               | -               | -               | -               | 32       | 1      | 3           | 0          |
| A. Ardito      | -        | -       | -           | -          | -            | -            | -            | -            | 1               | 0               | ?               | 0               | 1        | 0      | 0+          | 0          |
| C. Bellucci    | 28       | 3       | 5           | 0          | 2            | 1            | 1            | 0            | 6               | 1               | ?               | 0               | 36       | 5      | 6+          | 0          |
| E. Brioschi    | 0        | 0       | 0           | 0          | -            | -            | -            | -            | 1               | 0               | ?               | 0               | 1        | 0      | 0+          | 0          |
| M. Castellini  | 31       | 0       | 8           | 0          | 1            | 0            | 0            | 0            | 6               | 0               | ?               | 0               | 38       | 0      | 8+          | 0          |
| G. Cipriani    | 2        | 0       | 0           | 0          | -            | -            | -            | -            | -               | -               | -               | -               | 2        | 0      | 0           | 0          |
| L. Colucci     | 30       | 0       | 8           | 0          | 2            | 0            | 1            | 0            | 6               | 2               | ?               | 0               | 38       | 2      | 9+          | 0          |
| F. Coppola     | 0        | -0      | 0           | 0          | 2            | -3           | 0            | 0            | -               | -               | -               | -               | 2        | -3     | 0           | 0          |
| J. Cruz        | 28       | 10      | 4           | 0          | 1            | 0            | 0            | 0            | 6               | 1               | ?               | 0               | 35       | 11     | 4+          | 0          |
| L. Della Rocca | 11       | 2       | 1           | 0          | 1            | 0            | 0            | 0            | -               | -               | -               | -               | 12       | 2      | 1           | 0          |
| G. Falcone     | 15       | 0       | 6           | 1          | -            | -            | -            | -            | 6               | 0               | ?               | 0               | 21       | 0      | 6+          | 1          |
| A. Frara       | 19       | 0       | 1           | 0          | 2            | 0            | 0            | 0            | 2               | 0               | ?               | 0               | 23       | 0      | 1+          | 0          |
| A. Gamberini   | -        | -       | -           | -          | -            | -            | -            | -            | 4               | 0               | ?               | 0               | 4        | 0      | 0+          | 0          |
| R. Goretti     | 1        | 0       | 0           | 0          | -            | -            | -            | -            | 4               | 0               | ?               | 0               | 5        | 0      | 0+          | 0          |
| S. Gohouri     | 0        | 0       | 0           | 0          | -            | -            | -            | -            | -               | -               | -               | -               | 0        | 0      | 0           | 0          |
| T. Locatelli   | 26       | 5       | 1           | 0          | 2            | 0            | 0            | 0            | 4               | 1               | ?               | 0               | 32       | 6      | 1+          | 0          |
| M. Meghni      | 8        | 2       | 0           | 0          | 1            | 0            | 0            | 0            | 3               | 0               | ?               | 0               | 12       | 2      | 0+          | 0          |
| C. Nervo       | 31       | 0       | 6           | 2          | 1            | 0            | 0            | 0            | 6               | 2               | ?               | 0               | 38       | 2      | 6+          | 2          |
| R. Olive       | 27       | 0       | 4           | 0          | 2            | 0            | 0            | 0            | 6               | 1               | ?               | 0               | 35       | 1      | 4+          | 0          |
| G. Pagliuca    | 34       | -47     | 1           | 0          | -            | -            | -            | -            | 6               | -7              | ?               | 0               | 40       | -54    | 1+          | 0          |
| M. Paramatti   | 30       | 1       | 8           | 0          | 1            | 0            | 0            | 0            | 1               | 0               | ?               | 0               | 32       | 1      | 8+          | 0          |
| E. Salvetti    | 7        | 0       | 1           | 0          | 2            | 0            | 0            | 0            | -               | -               | -               | -               | 9        | 0      | 1           | 0          |
| G. Signori     | 24       | 12      | 1           | 0          | -            | -            | -            | -            | 4               | 4               | ?               | 0               | 28       | 16     | 1+          | 0          |
| V. Šmit        | 8        | 0       | 1           | 0          | -            | -            | -            | -            | 6               | 0               | ?               | 0               | 14       | 0      | 1+          | 0          |
| C. Terzi       | 3        | 0       | 0           | 0          | 1            | 0            | 0            | 0            | -               | -               | -               | -               | 4        | 0      | 0           | 0          |
| P. Vanoli      | 21       | 2       | 4           | 0          | 1            | 0            | 0            | 0            | -               | -               | -               | -               | 22       | 2      | 4           | 0          |
| C. Zaccardo    | 32       | 1       | 4           | 0          | 2            | 0            | 0            | 0            | 6               | 1               | ?               | 0               | 40       | 2      | 4+          | 0          |
| M. Zanchi      | 18       | 0       | 6           | 0          | 2            | 0            | 0            | 0            | -               | -               | -               | -               | 20       | 0      | 6           | 0          |